# Nebridi de Narbona
Nebridi (Nebridius, també esmentat com Imphridius o Nimphridius) fou bisbe metropolità de Narbona. És el primer metropolità testimoniat. Fou enviat per Carlemany junt amb Benet d'Aniana per fundar l'abadia de la Grassa i fou el seu primer abat i més tard bisbe de Narbona. Fou una figura notable que va mantenir estrets lligams a Benet d'Aniana, Alcuí, i els arquebisbes de Lió Leydrad i Agobard. Va estar present al concili d'Arles del 813 on va donar suport a l'arquebisbe Joan II d'Arle.
Ordeig en una recent revisió opina que és el mateix Nifridius que apareix com Nifridius, Gerundensis episcopus en una acta d'un judici celebrat el 15 de desembre de 817, tanmateix Nifridi i Cristà actuaven en aquest judici com a missi dominici i el veritable bisbe de Girona era Valaric. Aquesta confusió ha fet que Nifridi apareigui en diversos episcopologis del bisbat de Girona.